# Kasper Kadestål
Kasper Kadestål, född 17 januari 1999, är en svensk friidrottare (kortdistanslöpning). Han tävlar för Malmö AI.

## Karriär
Kadestål vann SM-guld på 200 meter inomhus år 2021. I februari 2022 vid inomhus-SM tog han guld på 400 meter efter ett lopp på personbästat 47,11 sekunder. Följande månad var Kadestål en del av Sveriges stafettlag tillsammans med Nick Ekelund-Arenander, Karl Wållgren och Erik Martinsson vid inomhus-VM i Belgrad. De slutade på totalt nionde plats i försöksheatet på 4×400 meter med en tid på 3.09,48, endast 1,18 sekunder från en finalplats.

## Personliga rekord
| Utomhus - 100 meter – 10,70 (Skara, Sverige 6 juni 2018) - 200 meter – 21,02 (Halmstad, Sverige 3 juli 2022) - 400 meter – 46,14 (Uddevalla, Sverige 29 juni 2024) | Inomhus - 60 meter – 6,72 (Göteborg, Sverige 2 februari 2019) - 200 meter – 21,13 (Bærum, Norge 11 februari 2024) - 400 meter – 47,05 (Karlstad, Sverige 17 februari 2024) |